# ديبي غرين
ديبي غرين (بالإنجليزية: Debbie Green)‏ هي مغنية أمريكية، ولدت في 1940 في نيويورك في الولايات المتحدة.